# Cargill
Cargill, Incorporated là một tập đoàn tư nhân toàn cầu của Hoa Kỳ có trụ sở tại Minnetonka, Minnesota, và được hợp nhất tại Wilmington, Delaware. Thành lập vào năm 1865. Đây là tập đoàn tư nhân lớn nhất Hoa Kỳ về doanh thu. Nếu đây là một công ty đại chúng, công ty sẽ được xếp hạng, vào năm 2015, họ được xếp hạng 15 trên Fortune 500, xếp sau McKesson và xếp trước AT&T. Cargill thường xuyên là chủ đề của những lời chỉ trích liên quan đến môi trường, quyền con người, tài chính và các cân nhắc về đạo đức khác.
Một số doanh nghiệp lớn của Cargill đang kinh doanh, mua và phân phối ngũ cốc và các hàng hóa nông nghiệp khác, như dầu cọ; kinh doanh năng lượng, thép và giao thông vận tải; nuôi gia súc và thức ăn chăn nuôi; và sản xuất các nguyên liệu thực phẩm như tinh bột và siro glucose, dầu và chất béo thực vật để ứng dụng trong thực phẩm tiện lợi và sử dụng công nghiệp. Cargill cũng có một nhánh dịch vụ tài chính lớn, quản lý rủi ro tài chính trên thị trường hàng hóa dành cho công ty. Vào năm 2003, công ty đã tách một phần hoạt động tài chính của mình sang Black River Asset Management, một quỹ phòng hộ với khoảng 10 tỷ đô la tài sản và nợ phải trả. Nó sở hữu hai phần ba cổ phần của Công ty The Mosaic (đã bán hết năm 2011), một trong những nhà sản xuất và tiếp thị hàng đầu thế giới về các chất dinh dưỡng phosphat và kali.
Cargill báo cáo doanh thu 114,695 tỷ USD và thu nhập 3,103 tỷ USD trong năm 2018. Sử dụng hơn 166,000 nhân viên tại 67 quốc gia, công ty chịu trách nhiệm cho 25% xuất khẩu ngũ cốc của Hoa Kỳ. Công ty cũng cung cấp khoảng 22% thị trường thịt nội địa Hoa Kỳ, nhập khẩu nhiều sản phẩm từ Argentina hơn bất kỳ công ty nào khác và là nhà sản xuất gia cầm lớn nhất ở Thái Lan. Tất cả trứng được sử dụng trong các nhà hàng McDonald's của Hoa Kỳ đều đi qua các nhà máy của Cargill. Đây cũng là nhà sản xuất muối Alberger duy nhất của Hoa Kỳ, được sử dụng trong ngành công nghiệp thức ăn nhanh và thực phẩm chế biến sẵn. Cargill vẫn là một doanh nghiệp thuộc sở hữu gia đình, vì con cháu của người sáng lập (từ gia đình Cargill và MacMillan) sở hữu hơn 90%. Gregory R. Page đã kế vị cựu giám đốc điều hành Warren Staley vào giữa năm 2007, khi Staley đạt đến tuổi nghỉ hưu bắt buộc là 65 tuổi của Cargill, và là Giám đốc điều hành và Chủ tịch cho đến năm 2013, khi đến lượt ông được kế nghiệp bởi Dave MacLennan.

## Lịch sử

### Thế kỷ 19

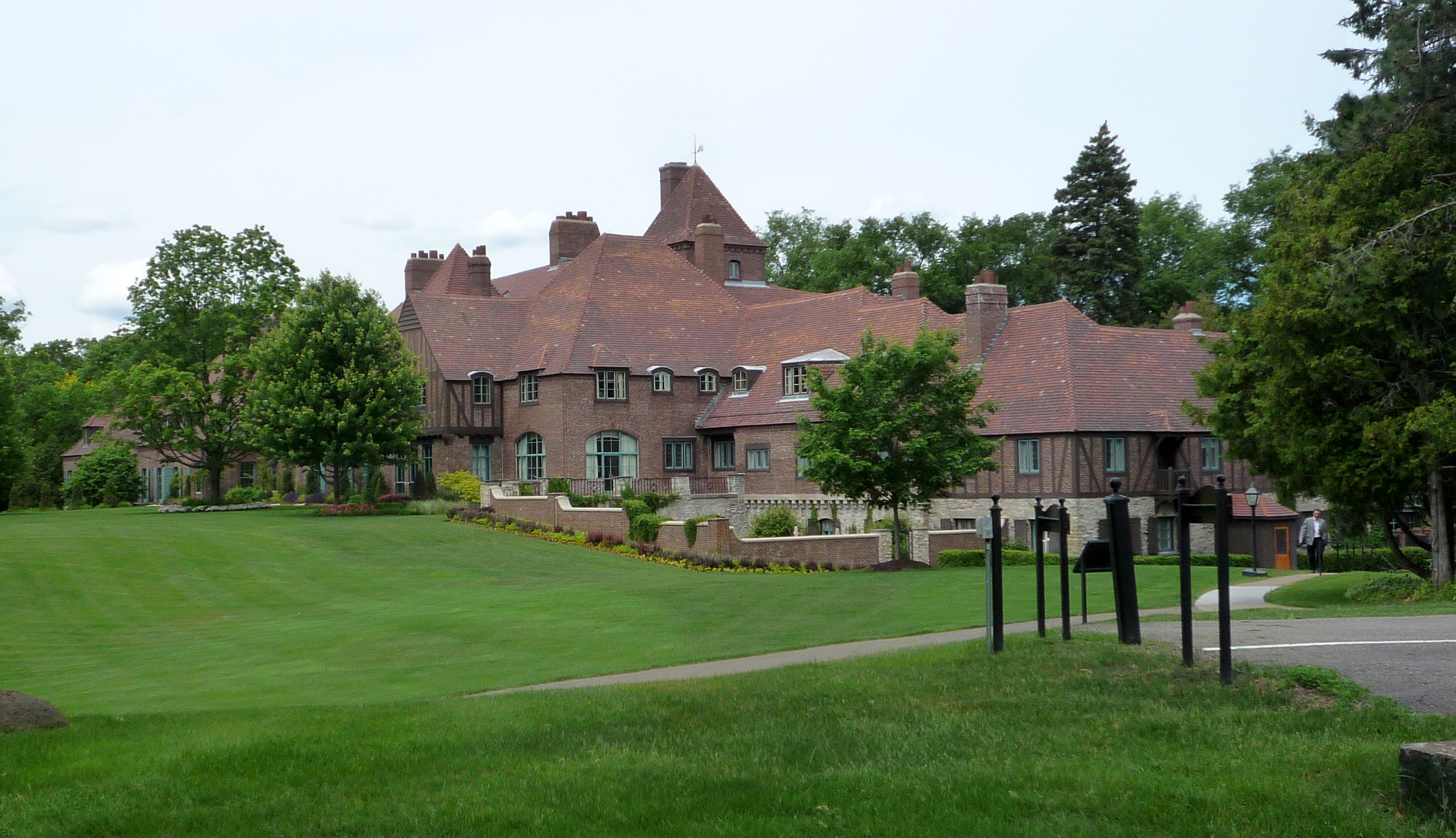
Văn phòng Cargill Lake, ở biệt thự Rufus Rand cũ trong khuôn viên trụ sở chính ở Minnetonka, trước đây là nơi điều hành hàng đầu của công ty.

Cargill được thành lập vào năm 1865 bởi William Wallace Cargill khi ông mua một ngôi nhà ở Conover, Iowa. Một năm sau, William cho anh trai Sam tham gia, thành lập W. W. Cargill and Brother. Họ cùng nhau xây dựng những ngôi nhà chứa hạt và mở một xưởng gỗ. Năm 1875, Cargill chuyển đến La Crosse, Wisconsin và anh trai James của họ tham gia kinh doanh. La Crosse có vị trí chiến lược ở Mississippi: gần các điểm giao cắt với sông La Crosse, Dubuque và Nam Minnesota của Đường sắt Chicago, Milwaukee và St. Paul.
Sam Cargill rời La Crosse vào năm 1887 để quản lý văn phòng tại Minneapolis, một trung tâm ngũ cốc mới nổi quan trọng. Ba năm sau, trụ sở Minneapolis được hợp nhất thành công ty Cargill Elevator; vài năm sau đó, trụ sở La Crosse được hợp nhất thành Công ty W. W. Cargill ở La Crosse, Wisconsin. Năm 1898, John H. MacMillan, Sr., và anh trai của ông, Daniel, bắt đầu làm việc cho W. W. Cargill. MacMillan sau đó kết hôn với con gái lớn của William Cargill, Edna.

### Thế kỷ 20
Sau khi Sam Cargill qua đời vào năm 1903, William Cargill trở thành chủ sở hữu duy nhất ở văn phòng La Crosse. John MacMillan được bổ nhiệm làm tổng giám đốc của công ty Cargill Elevator và chuyển gia đình đến Minneapolis. William Cargill qua đời vào năm 1909, tạo ra một cuộc khủng hoảng tài chính cho công ty. MacMillan đã làm việc để giải quyết các vấn đề tín dụng và buộc anh rể William S. Cargill rời khỏi công ty. Các chủ sở hữu hiện tại có nguồn gốc từ hai người con trai của John MacMillan là John H. MacMillan, Jr., và Cargill MacMillan, Sr., và anh rể út của ông, Austen S. Cargill I.
John MacMillan đã điều hành công ty cho đến khi nghỉ hưu vào năm 1936. Dưới sự lãnh đạo của ông, Cargill đã phát triển gấp nhiều lần, mở rộng ra khỏi Trung Tây bằng cách mở các văn phòng bờ biển phía Đông đầu tiên, tại New York, vào năm 1923 và các văn phòng Canada, Châu Âu và Mỹ Latinh đầu tiên ở 1928, 1929 và 1930. Trong thời gian này, Cargill đã chứng kiến cả lợi nhuận kỷ lục và các cuộc khủng hoảng tiền mặt lớn.
Cuộc khủng hoảng đầu tiên là khoản nợ do cái chết của William W. Cargill để lại. Công ty đã phát hành 2,25 triệu USD tiền Chứng chỉ vàng (Gold Notes), được hỗ trợ bởi cổ phiếu của Cargill, để thanh toán cho các chủ nợ. Chứng chỉ vàng đáo hạn vào năm 1917, nhưng nhờ giá ngũ cốc kỷ lục do Chiến tranh thế giới thứ nhất gây ra, tất cả các khoản nợ đã được trả vào năm 1915.
Khi Chiến tranh thế giới thứ nhất tiếp diễn vào năm 1917, Cargill đã kiếm được những khoản thu nhập kỷ lục và phải đối mặt với những chỉ trích về trục lợi chiến tranh. Bốn năm sau, khi thất bại từ vụ sụp đổ tài chính năm 1920, Cargill đã đăng khoản lỗ đầu tiên.
Một trong những lời chỉ trích lớn nhất của công ty là sự kiêu ngạo của mình. Phong cách quản lý hung hăng của MacMillans đã dẫn đến mối thù kéo dài hàng thập kỷ với Ủy ban Thương mại Chicago. Bắt đầu vào năm 1934, khi Ủy ban từ chối tư cách thành viên của Cargill. Chính phủ Hoa Kỳ đã đảo ngược phán quyết của Ủy ban và buộc họ chấp nhận Cargill là thành viên. Vụ ngô năm 1936 thất bại và với năm 1937, không có vụ mùa nào cho đến tháng 10, Ủy ban Thương mại Chicago đã yêu cầu Cargill bán một số ngô của mình. Cargill từ chối tuân thủ.
Cơ quan trao đổi hàng hóa Hoa Kỳ và Ủy ban thương mại Chicago cáo buộc Cargill đã cố gắng lũng đoạn thị trường ngô. Năm 1938, Ủy ban đã đình chỉ Cargill và ba nhân viên của họ khỏi sàn giao dịch. Khi Ủy ban gỡ bỏ đình chỉ một vài năm sau đó, Cargill đã từ chối tham gia lại, thay vào đó giao dịch thông qua các thương nhân độc lập. Trong Chiến tranh thế giới thứ hai, MacMillan, Jr., tiếp tục mở rộng công ty, công ty đã bùng nổ khi lưu trữ và vận chuyển ngũ cốc và đóng tàu cho Hải quân Hoa Kỳ. Năm 1962, Cargill gia nhập Ủy ban Thương mại Chicago, hai năm sau khi MacMillan qua đời.
Năm 1960, Erwin Kelm trở thành giám đốc điều hành phi gia đình đầu tiên. Nhằm mục đích mở rộng sang sản xuất hạ nguồn, ông đã lãnh đạo công ty xay nghiền, tinh bột và siro. Khi công ty phát triển, công ty đã phát triển một mạng lưới tình báo thị trường phối hợp với kinh doanh hàng hóa, chế biến, vận chuyển hàng hóa, giao hàng. Trong những thập kỷ trước khi có thư điện tử (email), công ty đã dựa vào hệ thống telex của riêng mình để liên lạc nội bộ.

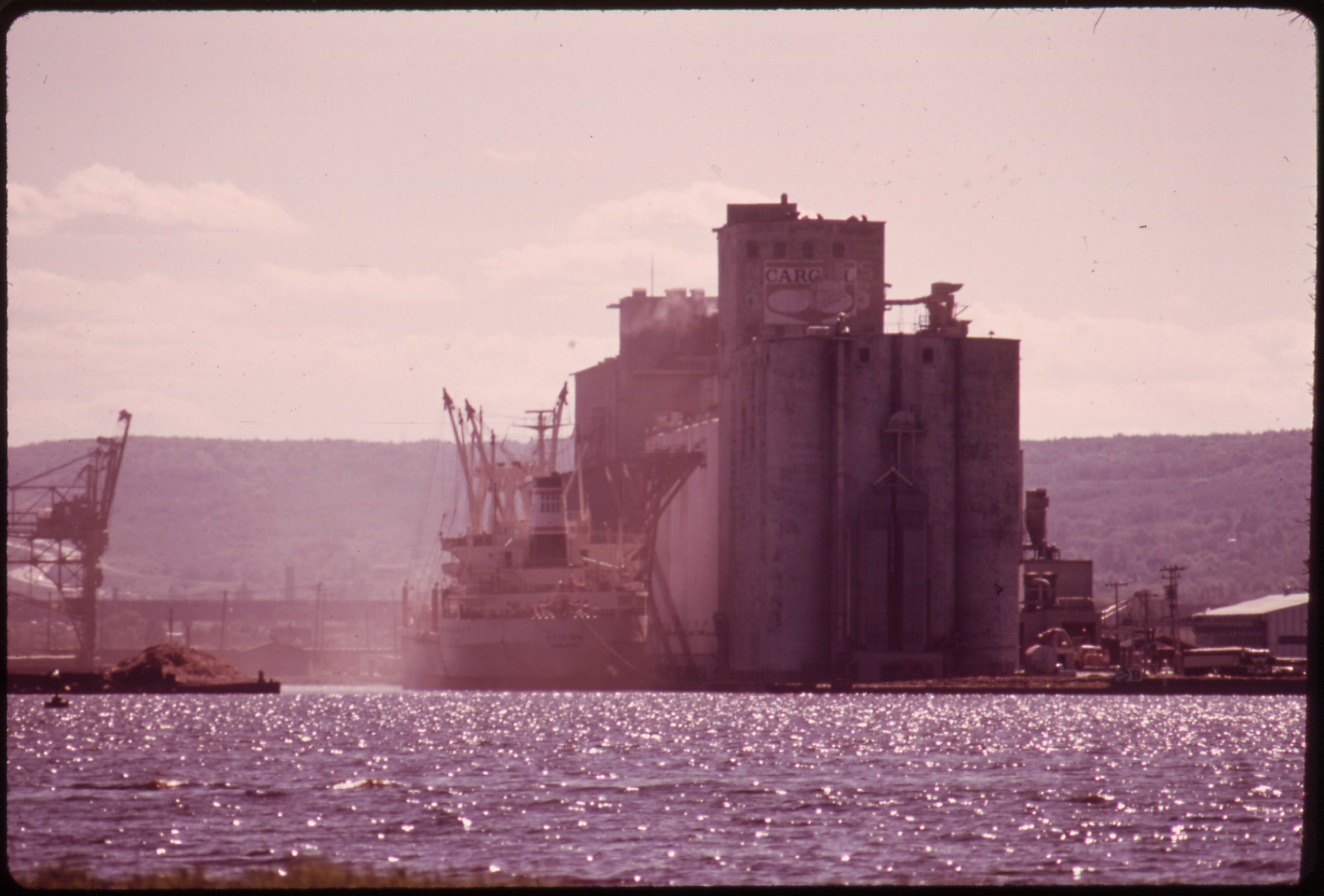
Bụi lấp đầy không khí khi tàu đang nhận hàng từ công ty Thang máy và Ngũ cốc Cargill ở Duluth, Minnesota, 1973

Khi Liên Xô gia nhập thị trường ngũ cốc vào những năm 1970, nhu cầu đã tăng lên mức cao chưa từng thấy và Cargill được hưởng lợi. Khi Whitney MacMillan, cháu trai của John, Jr., tiếp quản công ty từ Kelm vào năm 1976, doanh thu đạt gần 30 tỷ USD. Chính phủ Hoa Kỳ gây áp lực lên các nhà xuất khẩu ngũ cốc lớn với cáo buộc thao túng thị trường và Cargill là mục tiêu chính, nhưng không có bất kỳ thay đổi lớn nào.
Năm 1978, Cargill đã mua công ty tinh chế muối Leslie lớn ở Newark, California, từ Schilling.
Năm 1979, Cargill tham gia vào ngành kinh doanh chế biến thịt với việc mua bộ xử lý thịt bò MBPXL (sau này là Excel). Bộ phận mở rộng sang gà tây, dịch vụ thực phẩm và các doanh nghiệp phân phối thực phẩm và hiện được gọi là Cargill Meat Solutions.
Vào năm 1986, Cargill bắt đầu hoạt động tại Venezuela thông qua quan hệ đối tác với Mimesa CA của gia đình Possenti để thành lập Mimesa Agroindustrial Mimesa, chuyên sản xuất bột mì và mì ống. Sự mở rộng tiếp tục về sau.
Căng thẳng nảy sinh với các cổ đông tư nhân của công ty, vì Cargill thường đưa 80% thu nhập trở lại vào doanh nghiệp. Đến đầu những năm 1990, các thành viên của gia đình Cargill và MacMillan đã buồn bã rằng cổ phần của họ trong công ty đang mang lại cổ tức tầm thường. Nhu cầu tăng cho một đợt chào phát hành công khai lần đầu để biến tập đoàn thành công ty đại chúng. Công ty đã trả lời với một kế hoạch sở hữu cổ phiếu của nhân viên, và vào năm 1993, họ đã mua 17% cổ phiếu với giá 730 triệu đô la từ 72 thành viên gia đình Cargill và MacMillan. Họ đã sử dụng cổ phần đó để bắt đầu kế hoạch chứng khoán nhân viên. Hội đồng quản trị của công ty đã được tổ chức lại để giảm số lượng ban giám đốc xuống còn sáu, cùng với sáu người độc lập và năm người quản lý.
Ernest Micek đã đảm nhận vị trí giám đốc điều hành vào tháng 8 năm 1995. Cargill đã trải qua tình trạng hỗn loạn trong những năm tiếp theo; đơn vị tài chính của công ty đã mất hàng trăm triệu đô la vào năm 1998 khi Nga vỡ nợ và các nước đang phát triển bắt đầu có vấn đề tài chính. Hoạt động kinh doanh hàng hóa và nguyên liệu, chiếm 75% tổng doanh thu của Cargill, chịu khủng hoảng tài chính châu Á 1997. Doanh thu giảm hai phần trăm chữ số trong hai năm liên tiếp, từ 55,7 tỷ đô la năm 1997 xuống còn 51,4 tỷ đô la vào năm 1998 và 45,7 tỷ USD vào năm 1999, trong khi thu nhập ròng giảm từ 814 triệu USD năm 1997 xuống còn 468 triệu USD vào năm 1998 và 220 triệu USD vào năm 1999. Đến năm 1999, công ty có khoản nợ 4 tỷ USD. Sau khi giảm xếp hạng tín dụng trái phiếu mạnh trước đó, Micek tuyên bố sẽ từ chức sớm một năm.

### Thế kỷ 21

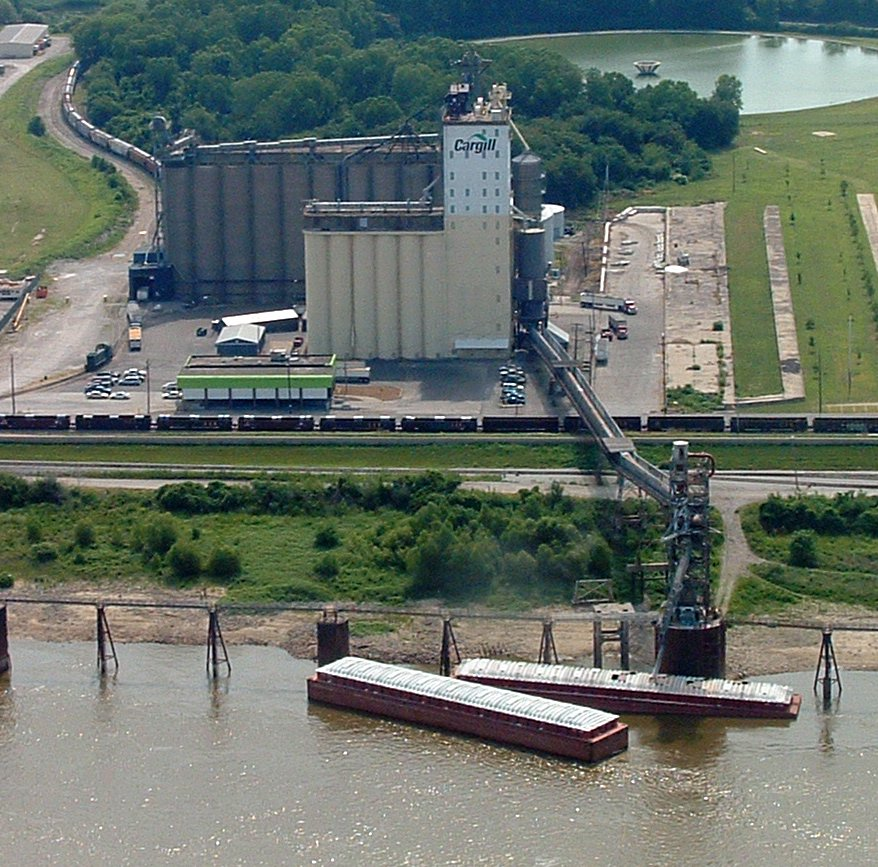
Cơ sở bốc dỡ xà lan của Cargill trên sông Mississippi đối diện thành phố St. Louis

Warren Staley trở thành giám đốc điều hành và tiếp tục mở rộng công ty và đã được hồi phục.
Vào năm 2002, Cargill đã mua lại nhà sản xuất tinh bột có trụ sở tại Châu Âu Cerestar từ Montedison với giá 1,1 tỷ USD.
Đến năm 2002, Cargill đã có hơn 50 tỷ USD doanh thu hàng năm, gấp đôi số lượng đối thủ mạnh nhất của họ, Archer Daniels Midland, và Cargill có 97.000 nhân viên điều hành, hơn 1.000 địa điểm sản xuất và có mặt trên 59 quốc gia. Vào ngày 1 tháng 6 năm 2007, Staley đã hoàn thành chức giám đốc và được kế nhiệm bởi Gregory R. Page. Page đã hoàn thành nhiệm vụ và được kế nhiệm bởi giám đốc và chủ tịch hiện tại Dave MacLennan vào tháng 12 năm 2013.
Giải pháp Thịt của Cargill đã mua lại Milwaukee Emmpak vào năm 2003 và sáp nhập nó với công ty Đóng gói Taylor (được mua vào năm 2001). Vào năm 2006, công ty Thịt Cargill đã mua công ty Thịt Fresno và ba thương hiệu lớn về thịt bò là Circle T Beef, Valley Tradition và Meadowland Farms.
Lợi nhuận hàng quý của Cargill lần đầu tiên vượt 1 tỷ USD trong quý kết thúc vào ngày 29 tháng 2 năm 2008 (1,03 tỷ USD); sự gia tăng 86% được cho là do tình trạng thiếu lương thực toàn cầu và ngành công nghiệp nhiên liệu sinh học mở rộng, lần lượt, gây ra sự gia tăng nhu cầu đối với các lĩnh vực cốt lõi của hàng hóa nông nghiệp và công nghệ.
Vào tháng 10 năm 2011, Bộ Tư pháp Hoa Kỳ đã thông báo rằng một chuyên gia công nghệ sinh học tại Cargill đã nhận tội đánh cắp thông tin từ Cargill và Dow AgroScatics. Kexue Huang, quốc tịch Trung Quốc, được phát hiện đang truyền bí mật thương mại trở lại Trung Quốc.
Vào tháng 11 năm 2011, Cargill đã hoàn tất việc mua lại Provimi, một công ty dinh dưỡng động vật toàn cầu với giá 1,5 tỷ EUR (2,1 tỷ USD).
Vào ngày 1 tháng 4 năm 2012, Cargill đã hoàn tất việc mua một nhà máy thức ăn cho chó và mèo ở Emporia, Kansas. Nó trước đây thuộc sở hữu của Dinh dưỡng Hoa Kỳ.
Vào tháng 12 năm 2014, Cargill đã hoàn thành việc vận hành một nhà máy ca cao Indonesia trị giá 100 triệu USD.
Vào năm 2015, Cargill đã cắt đứt bộ phận Quản lý Tài sản Black River của mình bằng cách đóng cửa bốn quỹ đầu cơ, chuyển hai quỹ nông nghiệp và năng lượng vào Cargill, và chuyển nhượng ba quỹ kinh doanh cho nhân viên để thành lập quỹ phòng hộ Proterra Investment Partners, chuyên gia nợ thị trường mới nổi Argentem Creek Partners và công ty cổ phần tư nhân Garda Capital Partners.
Vào năm 2016, Cargill thông báo rằng họ sẽ chuyển trụ sở của tập đoàn Protein từ các tòa nhà cũ ở trung tâm thành phố Wichita, Kansas và hợp nhất thành một tòa nhà mới ở khu Phố Cổ gần đó ở Wichita. Tòa nhà mới trị giá 60 triệu USD sẽ được xây dựng trên địa điểm của tòa nhà trước đây là nơi đặt trụ sở của công ty báo chí The Wichita Eagle, sau khi tòa nhà cũ bị phá dỡ.
Năm 2016, Cargill đã hoàn thành việc vận hành một nhà máy thức ăn chăn nuôi ở Bathinda, Punjab, Ấn Độ và sản xuất thức ăn chăn nuôi bò sữa với thương hiệu Purina.
Vào tháng 2 năm 2018, Cargill đã hoàn tất việc mua lại Pro Pet, một công ty sản xuất thức ăn cho thú cưng. Pro Pet có ba cơ sở sản xuất, một là ở Owatonna, Minnesota, hai là ở Thành phố Kansas, Kansas và ba là ở St. Marys, Ohio.
Vào tháng 11 năm 2018, Cargill đã bán 13 địa điểm đầu vào cây trồng của mình ở Ontario, Canada cho La Coop Fédérée.
Năm 2018, Cargill đã đầu tư 25 triệu đô la vào Puris, một nhà cung cấp protein đậu được sử dụng trong các sản phẩm Beyond Meat. Năm 2019, Cargill đầu tư thêm 75 triệu USD vào đó.

### Khủng hoảng đại dịch Covid-19
Vào ngày 8 tháng 4 năm 2020, Cargill đã đóng cửa cơ sở đóng gói thịt ở Hazleton, Pennsylvania vì một số lượng nhân viên không xác định của Cargill tại nhà máy đã xét nghiệm dương tính với Covid-19. Là quận có số trường hợp xác nhận Covid-19 cao nhất trong khu vực thành phố là 982 ca, trong đó 849 ca là ở Hazelton.
Vào ngày 20 tháng 4 năm 2020, Cargill tạm thời đóng cửa nhà máy High River, Alberta, vì ở đây có liên quan đến gần 500 trường hợp nhiễm Covid-19. Tất cả 2.100 nhân viên đã được đề nghị xét nghiệm để kiểm tra. Nhà máy này đảm nhiệm khoảng 36% công suất sản xuất thịt bò của Canada. Vào ngày 6 tháng 5, nhà máy có liên quan đến 1.560 ca nhiễm Covid-19. Liên hiệp Công nhân Thương mại và Thực phẩm Khu Vực Canada (UFCW) 401 đã khuyến nghị đóng cửa nhà máy kể từ khi biết đến 38 trường hợp nhiễm Covid-19.
Cơ quan y tế công cộng của Quebec đã không đóng cửa nhà máy Cargill ở Chambly phía nam Montreal vào ngày 10 tháng 5 năm 2020. Tổng cộng 64 nhân viên, khoảng 13% số người lao động bị nhiễm Covid-19. Các công nhân được đại diện bởi UFCW. Sở y tế công cộng của vùng Montérégie đã làm việc với Cargill kể từ ngày 25 tháng 4 để đối phó với đợt bùng phát. Cargill đã tự mình đóng cửa nhà máy.
Vào ngày 11 tháng 5, một nhà báo của CBC đã viết, "Nhà máy Cargill ở Alberta, nơi đã có khoảng 1.000 trường hợp được báo cáo nhiễm Covid-19 ở người, hiện được coi là ổ dịch đơn lẻ lớn nhất ở Bắc Mỹ ." Trong khi đó, thanh tra của Liên minh Nông nghiệp (CFIA) tại các lò giết mổ cho biết quản lý ở đó nói là 'đe dọa hành động kỷ luật đối với người lao động từ chối được bố trí làm việc tại các nhà máy thịt nhiễm Covid-19', trong khi Bộ trưởng Bộ Ngoại giao Chrystia Freeland nói, "những người cảm thấy không an toàn sẽ không bị buộc trở lại làm việc."
Cũng trong ngày 11 tháng 5, chính quyền Alberta tiết lộ rằng một công nhân thứ hai của nhà máy Cargill ở đó đã tử vong vào ngày hôm đó.

## Ban giám đốc
Tính đến tháng 12, 2016:
- Brandon Graham, thành viên của gia đình Cargill
- Andrew C. Liebmann, thành viên của gia đình Cargill
- John H. MacMillan IV, thành viên của gia đình Cargill
- David D. MacMillan, thành viên của gia đình Cargill
- John C. MacMillan, thành viên của gia đình Cargill
- Anne Pedrero-MacMillan, thành viên của gia đình Cargill
- Richard A. Cargill, thành viên của gia đình Cargill
- David W. MacLennan, chủ tịch kiêm giám đốc điều hành của Cargill
- Todd Hall, phó chủ tịch điều hành của Cargill
- Marcel HM Smits, phó chủ tịch điều hành kiêm giám đốc tài chính của Cargill
- Joseph J. Stone, phó chủ tịch cấp cao của công ty và giám đốc rủi ro của Cargill
- Richard H. Anderson, chủ tịch đã nghỉ hưu của Delta Air Lines, Inc
- Louis R. Chêosystemt, chủ tịch đã nghỉ hưu kiêm giám đốc điều hành của United Technologies Corporation
- Arthur D. Collins Jr., chủ tịch đã nghỉ hưu và giám đốc điều hành của Medtronic, Inc
- Stephen J. Hemsley, giám đốc điều hành của UnitedHealth Group
- Bernard Poussot, chủ tịch đã nghỉ hưu, giám đốc điều hành và chủ tịch của Wyeth
- Trudy Rautio, chủ tịch đã nghỉ hưu và giám đốc điều hành của Carlson
- John Watson, chủ tịch đã nghỉ hưu, giám đốc điều hành của Chevron

## Khu vực hoạt động
Tính đến năm 2021, Cargill đã có mặt ở 70 quốc gia và 6 khu vực trên thế giới:

### Châu Phi
Algeria, Bờ Biển Ngà, Ai Cập, Ghana, Kenya, Ma Rốc, Mozambique, Nigeria, Nam Phi, Uganda, Zambia và Zimbabwe.

### Châu Á Thái Bình Dương

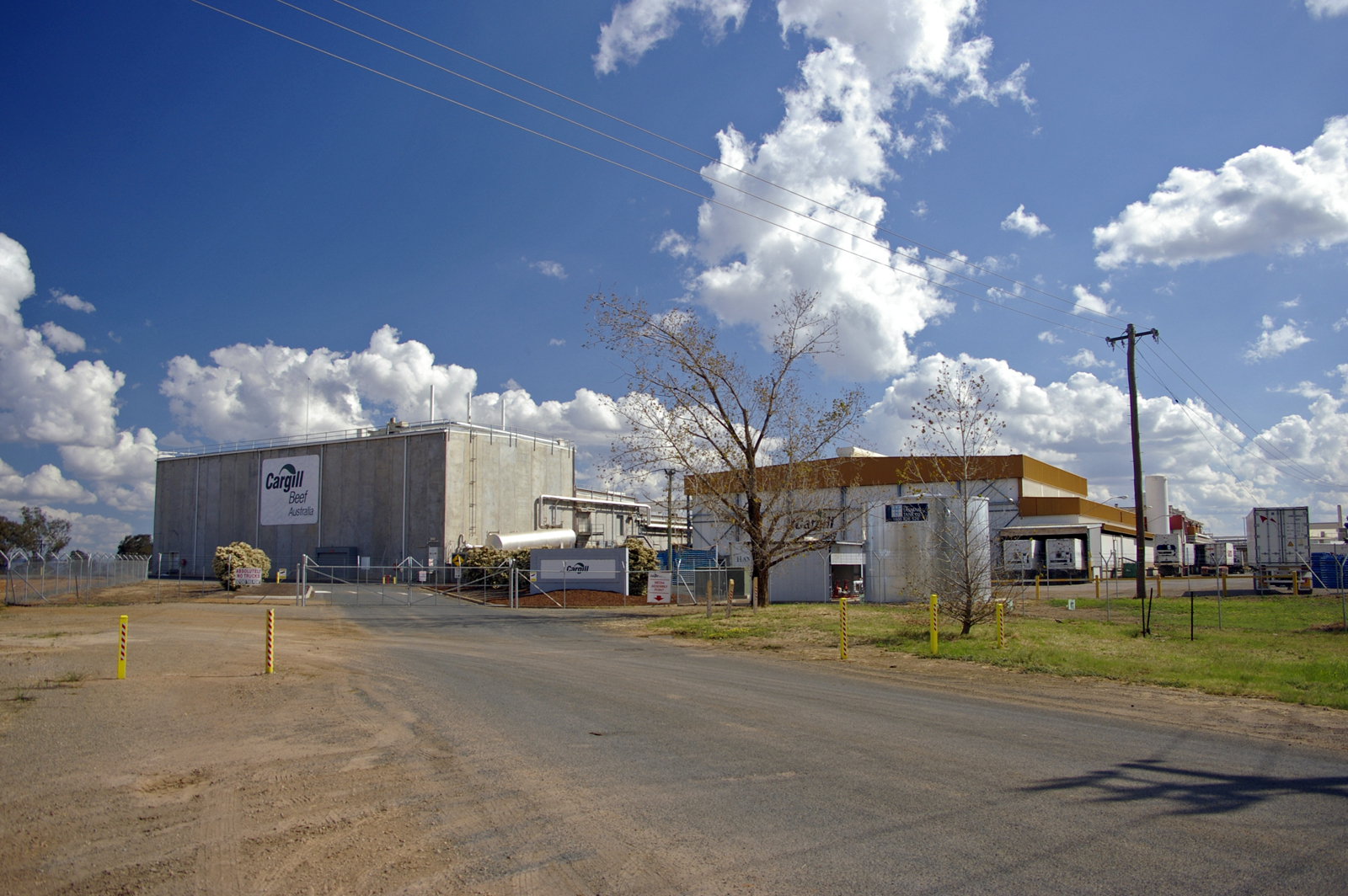
Nhà máy thịt bò Cargill Úc ở Wagga Wagga, New South Wales, Úc.

Úc, Trung Quốc, Ấn Độ, Indonesia, Nhật Bản, Malaysia, New Zealand, Pakistan, Philippines, Singapore, Hàn Quốc, Sri Lanka, Đài Loan, Thái Lan và Việt Nam.

#### Ấn Độ
Bắt đầu hoạt động từ năm 1987, Cargill hiện có một đơn vị kinh doanh thực phẩm mang tên Cargill Foods India, chuyên chế biến, tinh chế và tiếp thị nhiều loại dầu ăn, chất béo và hỗn hợp bản địa và nhập khẩu cho ngành công nghiệp thực phẩm bao gồm Sweekar, Nature Fresh, Gemini, Rath và dầu ăn nhãn hiệu Shakti. Vào năm 2012, công ty đã tung ra sản phẩm Chakki Fresh atta ở Ấn Độ với thương hiệu "Sampoorna". Khách hàng mà họ hướng đến là trong lĩnh vực bán lẻ, dịch vụ thực phẩm và ngành công nghiệp đồ uống.
Ngoài đường ngọt và bông gòn, Cargill Ấn Độ là một trong những nhà sản xuất và tiếp thị thực phẩm và ngũ cốc thô lớn nhất ở Ấn Độ. Nó cũng có chi nhánh Thương mại và Tài chính có cấu trúc của riêng mình, cũng điều hành Cargill Capital and Financial Services India Private Limited. Cargill Năng lượng, Giao thông vận tải và kim loại BU đang hoạt động trên khắp vận tải biển, than đá, quặng sắt và kinh doanh thép. Họ đã mua thương hiệu dầu hướng dương từ Wipro vào tháng 12 năm 2012.
Cargill là một trong nhiều công ty thực phẩm lớn mua trực tiếp từ nông dân Ấn Độ. Sau chính phủ Ấn Độ, người mua ngũ cốc lớn thứ hai ở Ấn Độ là Cargill. Họ đã mua ngũ cốc và hạt có dầu ở Ấn Độ từ năm 1998. Họ cũng có nhà sản xuất kali lớn nhất là Mosaic.

#### Pakistan
Cargill bắt đầu kinh doanh tại Pakistan vào năm 1984. Cargill Pakistan Holdings được thành lập vào ngày 25 tháng 1 năm 1990. Trong những năm 1980, Cargill đã bán rộng rãi hạt giống cây rum lai ở Pakistan. Ngày nay, Cargill nhập khẩu dầu cọ và các sản phẩm từ dầu cọ từ Malaysia và Indonesia vào Pakistan, bán chúng tại thị trường địa phương. Họ cũng mua các kiện bông thô từ các nhà sản xuất ở Pakistan và bán chúng cho Trung Quốc, Thái Lan và Việt Nam. Cargill cũng kinh doanh thức ăn chăn nuôi, nông sản, bông gòn, ngũ cốc và hạt có dầu, kim loại, cọ và kinh doanh đường ngọt ở Pakistan.
Vào tháng 1 năm 2019, Cargill đã công bố khoản đầu tư 200 triệu USD để phát triển kinh doanh tại Pakistan.

### Châu Âu
Áo, Bỉ, Bulgaria, Đan Mạch, Phần Lan, Pháp, Đức, Hy Lạp, Hungary, Ireland, Ý, Luxembourg, Hà Lan, Na Uy, Ba Lan, Bồ Đào Nha, Rumani, Liên Bang Nga, Slovakia, Tây Ban Nha, Thụy Điển, Thụy Sĩ, Thổ Nhĩ Kỳ, Ukraina và Liên Hiệp Anh.

### Châu Mỹ la tinh
Argentina, Bolivia, Brazil, Chile, Colombia, Costa Rica, Cộng hòa Dominica, Ecuador, Guatemala, Honduras, Nicaragua, Paraguay, Peru, Uruguay và Venezuela.

### Trung Đông
Jordan và Các Tiểu vương quốc Ả Rập Thống nhất.

### Bắc Mỹ
Canada, Mexico, Hoa Kỳ. Cargill bán muối ở Hoa Kỳ với thương hiệu Diamond Crystal.

#### Các nhà máy chế biến thịt
| Loại thịt | Vị trí của nhà máy | Kích thước nhà máy | Số nhân viên |
| --------- | ------------------ | ------------------ | ------------ |
| Thịt bò   | Wyalusing, PA      | 500000 ft²         | 1200         |
| Thịt bò   | Fresno, CA         | 400000 ft²         | 1100         |
| Thịt bò   | Milwaukee, WI      | 250000 ft²         | 950          |
| Thịt bò   | Friona, TX         |                    |              |

## Tài trợ
Cargill từng là nhà tài trợ của tay lái Ricky Stenhouse Jr. NASCAR.

## Các chương trình nghề nghiệp
Cargill cung cấp một số cơ hội cho sinh viên tốt nghiệp ở Châu Âu và Hoa Kỳ như:
- Chương trình Cao học Châu Âu[44]
- Chương trình Đại học Hoa Kỳ